# Eurycea chamberlaini
Eurycea chamberlaini é uma espécie de salamandra da família Plethodontidae.
É endémica dos Estados Unidos da América.
Os seus habitats naturais são: florestas temperadas, rios e marismas de água doce.